# Заједница независних држава
Заједница независних држава (ЗНД; рус. Содружество Независимых Государств, СНГ) је међународна организација или савез које чине 9 бивших СССР република.
Да би умањили последице распада претходне државе и унапредили међусобне односе, бивше совјетске републике су створиле Заједницу независних држава. У тренуцима распада државе које је водило и прекидима многих постојећих веза између бивших совјетских република је настала иницијатива да се на другим основама сачувају и на нови начин дефинишу односи у области политичке, економске, хуманитарне, културне и друге сарадње. Многи су посматрачи, међутим, видели ову организацију као покушај успостављања поновне контроле Русије над бившим републикама. Од оснивања, земље чланице су потписале многе документе и уговоре о заједничкој сарадњи у економији, одбрани и спољној политици. Заједница независних држава није конфедерација.

## Чланство
Постоји девет пуноправних земаља чланица Заједнице независних држава.
Споразум о стварању је остао на снази као главни конституциони документ организације до јануара 1993, кад је ЗНД повеља (рус. Устав) ступио на снагу. Повеља је формализовала концепт чланства: земља чланица је дефинисана као земља која ратификује ЗНД повељу (секција 2, члан 7).
Туркменистан није ратификовао повељу, те је променио свој ЗНД статус у придружени члан 26. августа 2005 да би био конзистентан са својим међународно неутралним положајем који су признале УН.
Мада је Украјина једна од оснивачких земаља и ратификовала је Споразум о стварању децембра 1991, Украјина је изабрала да не ратификује ЗНД повељу пошто се не слаже са стањем у коме је Русија једини легални наследник Совјетског Савеза. Она не сматра себе чланом ЗНД. Године 1993, Украјина је постала „придружени члан” ЗНД. Дана 14. марта 2014, закон којим се одбацује ратификација Споразума о успостављану ЗНД из 1991, стављен је на гласање у украјинском парламенту, тек након Руске војне интервенције у Украјини и анексије Крима и тај закон није прошао у скупштини. Након парламентарних избора из 2014, нови закон којим се одбацује ЗНД споразум је примењен. У септембру 2015, Украјинско министарство спољних послова је потврдило да ће Украјина наставити да учествује у ЗНД „на селективној бази”. Од тада, Украјина није имала представника у извршном комитету ЗНД.
У светлу Руске подршке независност одвојених региона Молдавије, Грузије и Украјине, као и њеног кршења Истанбулског споразума (погледајте Споразум о прилагођеним конвенционалним оружаним снагама у Европи), законодавне иницијативе за отказивање споразума о креирању ЗНД су покренуте у Молдавском парламенту 25. марта 2014, мада нису одобрене.

## Државе чланице
- Азербејџан
- Белорусија
- Јерменија
- Казахстан
- Киргистан
- Молдавија
- Русија
- Таџикистан
- Узбекистан

### Придружене чланице
- Туркменистан — изашао из сталног чланства 26. августа 2005. у складу са стратегијом неутралности, али има статус придружене чланице.
- Украјина — иступила из чланства 2014. због Кримске кризе, али је у септембру 2015. године наставила да буде део Заједнице независних држава на селективној бази.

### Посматрачи
- Монголија
- Авганистан

### Бивше чланице
- Грузија — придружила се октобра 1993. године, иступила из Савета министара одбране фебруара 2006, након рата у Јужној Осетији иступила а одлука је ступила на снагу 2009.[24][25]

## Људска права
Од времена оснивања организације, један од примарних задатака ЗНД је био да се обезбеди форум за дискусију о питањима везаним за социјални и економски развој нових независних држава. Да би се постигао овај циљ, државе чланице су се сложиле да промовишу и заштите људска права. У почетку, напори за постизање овог циља били су само изјаве добре воље, али је 26. маја 1995. године ЗНД усвојила конвенцију Комонвелта независних држава о људским правима и основним слободама.
Чак и пре споразума о људским правима из 1995, повеља ЗНД која је прихваћена 1991, креирала је у члану 33 комисију за људска права са седиштем у Минску, Белорусија. То је било потврђено одлуком Већа шефова држава ЗНД из 1993. Године 1995, ЗНД је адаптирала споразум о људским правима који је обухватао цивилна и политичка као и друштвена и економска људска права. Овај споразум је ступио на снагу 1998. године. ЗНД споразум је био моделован по узору на Европску конвенцију о људским правима, али су му недостајали довољно снажни механизми имплементације. По ЗНД споразуму, комисија за људска права је имала веома нејасно дефинисан ауторитет. Статут комисије за људска права је међутим адаптиран одлуком ЗНД земаља чланица, којом се даје комисији право да прима међудржавне као и индивидуалне комуникације.
ЗНД чланови, посебно у средњој Азији, и даље се убрајају у земље са најлошијим статусом људских права. Многи активисти указују на Анђански масакр из 2005. у Узбекистану, или култ личности председника Туркменистана Гурбангули Бердимухамедова (мада та земља није члан ЗНД), да покажу да готово да нема побољшања у људским правима у Централној Азији од распада Совјетског Савеза. Консолидација моћи председника Владимира Путина је довела до сталног пада у скромном напретку претходних година у Русији. Заједница независних држава се и даље суочава са озбиљним изазовима у испуњавању чак и основних међународних стандарда.

## Оружане снаге
ЗНД повеља успоставља Веће министара одбране, које је задужено за координацију војне сарадње земаља чланица ЗНД. У том својству, Веће развија концептуалне приступе питањима војне и одбрамбене политике земаља чланица ЗНД; развија предлоге за превенцију оружаних сукоба на територији држава чланица или уз њихово учешће; даје стручна мишљења о нацртима уговора и споразума који се односе на питања одбрамбеног и војног развоја. Важан је и рад Савета за усклађивање правних аката из области одбране и војног развоја.
Једна важна манифестација интеграционог процеса у области војне и одбрамбене сарадње међу ЗНД државама чланицама је стварање заједничког ЗНД ваздушног одбрамбеног система 1995. године. Током година, број војног особља заједничког ЗНД система ваздушне одбране се удвостручио дуж западне, европске границе ЗНД, и повећао се 1,5 пуна на њиховим јужним границама.
Кад је Борис Јељцин постао руски министар одбране 7. маја 1992, Јевгени Шапошников, човек именован за врховног команданта оружаних снага ЗНД, и његово особље, су били извачени из МОД и зграде генералштаба оружаних снага Руске Федерације и додељен им је простор у бившем седишту Варшавског пакта на локацији 41 Лељинградски проспект на северном рубу Москве. Шапошников је дао оставку у јуну 1993. године.
У децембру 1993. је успостављено седиште ЗНД оружаних снага. Уместо, „ЗНД савета министара одбране креирано је ЗНД седиште за координацију војне сарадње (СКВС) у Москви, при чему је 50 процената трошкова финансирања пружала Русија.” Генерал Виктор Самсонов је именован за начелника штаба. Седиште је сада пресељено на локацију 101000, Москва, Сверчков переулок, 3/2, док је локацију 41 Лењинградски проспект преузела једна друга руска агенција.
Шефови генералштаба ЗНД су говорили у прилог интеграције својих националних оружаних снага.

### Организација Уговора о колективној безбедности
Организација Уговора о колективној безбедности (ОДКБ) (рус. Организация Договора о Коллективной Безопасности) или једноставно Ташкентски договор (рус. Ташкентский договор) првобитно је започет као ЗНД договор о колективној сигурности који је потписан 15. маја 1992, од стране Јерменије, Казахстана, Киргистана, Руске Федерације, Таџикистана и Узбекистана, у граду Ташкенту. Азербејџан је потписао договор 24. септембра 1993, Грузија 9. децембра 1993 и Белорусија 31. децембра 1993. Договор је ступио на снагу 20. априла 1994.
ОДКБ је требало да траје пет година, осим уколико се продужи. Дана 2. априла 1999, само шест ОДКБ земаља је потписало протокол о обнови договора на додатни петогодишњи период, док су Азербејџан, Грузија и Узбекистан одбили да потпишу, те су се повукли из уговара. Заједно са Молдавијом и Украјином, формирана мање усклађена и у већој мери прозападна група позната као ГУАМ (Грузија, Украјина, Азербејџан, Молдавија).
Организација је названа ОДКБ дана 7. октобра 2002. у Ташкенту. Николај Бордјужа је именован за генералног секретара нове организације. Током 2005, ОДКБ партнери су спровели неколико заједничких војних вежби. Године 2005, Узбекистан се повукао из ГУАМ организације, и 23. јуна 2006. је Узбекистан постао пун учесник ОДКБ и његово чланство је било формално ратификовано од стране његовог парламента 28. марта 2008. ОДКБ је посматрачка организација у генералној скупштини Организације уједињених нација.
Повеља је потврдила жељу свих држава учесница да се уздрже од употребе или претње силом. Потписници не могу да се придруже другим војним савезима или другим групама држава. Агресија на једног потписника се сматра агресијом против свих. У том циљу, ОДКБ одржава годишње вежбе војне команде да би државе ОДКБ имале прилику да унапреде међусобну сарадњу. Највећа војна вежба ОДКБ одржана до сада су биле вежбе „Рубезх 2008” које су се одвиле у Јерменији, где је укупно 4.000 војника из свих 7 држава чланица ОДКБ извршило оперативно, стратешко и тактичко обучавање са нагласком на унапређењу ефикасности колективног сигурносног елемента ОДКБ партнерства.
У мају 2007, генерални секретар ОДКБ Николај Бордјужа је сугерисао да Иран може да се придружи организацији изјавом, „ОДКБ је отворена организација. Ако Иран поднесе захтев у складу са нашом повељом, ми ћемо размотрити њихов захтев.” Да је Иран приступио, то би била прва држава изван бившег Совјетског Савеза да постане члан организације.
Дана 6. октобра 2007, ОДКБ чланови су се сложили са знатном експанзијом организације којом би се креирале ОДКБ мировне снаге које би биле ангажоване под УН мандатом или без њега унутар својих земаља чланица. Ово проширење би исто тако омогућило свим чланицама да купују руско оружје по истој цени као и Русија. ОДКБ је потписала уговор са Шангајском организацијом за сарадњу (ШОС), у Таџикистанској престоници Душанбе, о проширењу сарадње по питањима као што су безбедност, криминал, и трговина дрогом.
Дана 29. августа 2008, Русија је најавила да ће тражити ОДКБ признавање независности Абхазије и Јужне Осетије, три дана након што је Русија званично признала обе. Дана 5. септембра 2008, Јерменија је преузела ротирајућу председавајућу позицију у ОДКБ током састанка у Москви, Русија.
У октобру 2009, Украјина није одобрила ЗНД антитерористичком центру да одржи антитерористичке маневре на њеној територији пошто украјински устав забрањује страним војним снагама да дејствују на њеној територији.
Највеће војне вежбе које је икада одржала ОДКБ, укључујући до 12.000 трупа, спроведене су од 19. до 27. септембра 2011. године како би се подигла спремност и координација у техникама против дестабилизације, да би се супротставили било каквим покушајима популарних устанака као што је Арапско пролеће.